# Gehad Hamdy
Gehad Hamdy (nascida em 1995, no Egito) é uma dentista egípcia e ativista contra o assédio sexual.

## Ativismo
Gehad Hamdy percebeu que fazia falta um espaço onde as mulheres se sentissem seguras para denunciar o assédio sexual. Por isto, fundou Speak Up, em 2020, uma empresa feminista que se dedica a assinalar os agressors de violência de gênero, assédio sexual e estupradores por meio das redes sociais. Gehad Hamdy visibilitza estas violências denunciando o papel do cinema, incentivando as mulheres a falar do assédio e fornecendo apoio legal e emocional. O lema da iniciativa é "As mulheres apoiam as mulheres" (Girls Support Girls) e, em um ano, a empresa conseguiu 250.000 seguidores no Facebook e mais de 97.000 no Instagram.

## Reconhecimentos
2022 - A empresa criada por ela recebeu um prêmio do Global Justice Forum por defender a igualdade e a não discriminação.
2022 - finalista do prémio internacional humanitário de Women4Africa.
2022 - Foi incluída na lista das 100 mulheres mais inspiradoras do mundo, da BBC.
2021 - Finalista do prêmio do Women Empowerment Award d'Àfrica Women Innovation & Entrepreneurship Forum.